# Мары (Рязанская область)
Мары — деревня в Александро-Невском районе Рязанской области России. Входит в состав Каширинского сельского поселения.

## География
Деревня находится в южной части Рязанской области, в лесостепной зоне, в пределах Окско-Донской равнины, на правом берегу реки Кобылихи, вблизи места впадения её в реку Хупту, на расстоянии примерно 15 км (по прямой) к северо-востоку от посёлка городского типа Александро-Невский, административного центра района. Абсолютная высота — 144 метра над уровнем моря.
Климат
Климат характеризуется как умеренно континентальный, с тёплым летом и умеренно холодной зимой. Среднегодовая температура воздуха — +3,8 — +4 °C. Средняя температура воздуха самого холодного месяца (января) — −11 °C (абсолютный минимум — −44 °C); самого тёплого месяца (июля) — +17,3 °C (абсолютный максимум — +39 °C). Безморозный период длится 145 дней. Среднегодовое количество осадков — 450—620 мм, из которых большая часть выпадает в тёплый период. Снежный покров держится в течение 125 дней.
Часовой пояс
Деревня Мары, как и вся Рязанская область, находится в часовой зоне МСК (московское время). Смещение применяемого времени относительно UTC составляет +3:00.

## Население
| 1859 | 1897  | 1906  | 2010 | 2023 |
| ---- | ----- | ----- | ---- | ---- |
| 546  | ↗1188 | ↗1307 | ↘80  | ↘45  |

Национальный состав
Согласно результатам переписи 2002 года, в национальной структуре населения русские составляли 89 % из 106 чел.